# Careiro da Várzea
Careiro da Várzea este un oraș în unitatea federativă Amazonas (AM) din Brazilia.